# AllegroGL
AllegroGL – biblioteka implementująca OpenGL do wykorzystania z biblioteką Allegro. Połączenia AllegroGL i Allegro umożliwia wykorzystanie OpenGL do tworzenia grafiki trójwymiarowej oraz Allegro do obsługi urządzeń wejściowych – klawiatury i myszy, obsługi dźwięku, funkcji czasu, wyświetlania tekstur, ładowania danych oraz portowalność na inne platformy, można to porównać ze środowiskiem DirectX, które zawiera w sobie mechanizmy Direct3D, DirectInput, DirectSound i inne. AllegroGL pełni taką samą funkcję jak biblioteka GLUT i umożliwia korzystanie z większości jeśli nie wszystkich rozszerzeń OpenGL bez konieczności wcześniejszego ich ładowania, gdyż dzieje się to automatycznie. Istnieją gotowe pliki binarne i kod źródłowy do samodzielnej kompilacji przeznaczony dla Windows, DOS, MacOS X oraz Unix. AllegroGL jest dostępne za darmo, kod źródłowy dostępny na licencji zlib umożliwia skompilowanie i działanie na platformach nie wymienionych.